# Nomic
Pour les articles homonymes, voir Nomic (homonymie).
 (septembre 2020).
Si vous disposez d'ouvrages ou d'articles de référence ou si vous connaissez des sites web de qualité traitant du thème abordé ici, merci de compléter l'article en donnant les références utiles à sa vérifiabilité et en les liant à la section « Notes et références ».
Nomic est un jeu de société dont la particularité est que les règles peuvent être changées, et celles-ci se construisent au gré des joueurs pendant la partie. Nomic peut se jouer soit sur table, soit par correspondance ou en ligne.
Une partie de Nomic consiste à modifier les règles qui s'y appliquent. Les joueurs commencent la partie en appliquant un ensemble de règles de départ (règles initiales) qui dispose notamment des conditions dans lesquelles les règles peuvent être modifiées. Ces conditions posées, de nouvelles règles peuvent être créées, modifiées ou annulées. On peut également modifier ou annuler les règles de base. Les règles permettant de désigner le vainqueur ou de décider dans quelles conditions une partie prend fin peuvent également être modifiées en cours de partie.
Ainsi chaque partie de Nomic est différente des autres, et obéit à la logique interne dont elle se dote — ce qui conduit à des jeux toujours différents.
Pour les joueurs, l'intérêt d'une partie peut résider à la fois dans le fait d'expérimenter différents processus mis en œuvre pour la création ou la modification des lois, et dans celui de tester leur aptitude à identifier ou provoquer des failles logiques dans les règles, lesquelles provoquent des situations inattendues de blocage - en général au profit du joueur. Le terme consacré chez les anglophones est « scamming », qu'on peut traduire par arnaque ou paradoxe.

## Règles usuelles
Si rien n'oblige à utiliser ces règles, elles sont cependant communes à de nombreuses parties de Nomic.
- Les règles sont séparées en deux catégories : immuables et muables
- Les règles de départ sont immuables
- Les règles nouvelles sont muables
- Une règle immuable ne peut être modifiée
- À chaque tour, un joueur peut proposer, modifier ou supprimer une règle muable. Il peut également rendre une règle muable immuable ou inversement.
- Chaque modification proposée est soumise au vote des participants.

## L'auteur

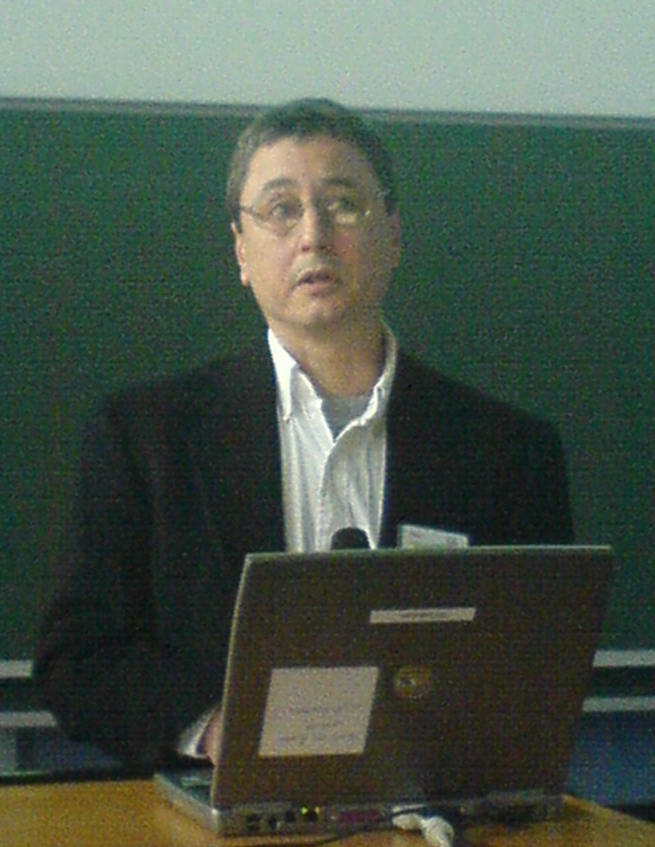
Peter Suber

Nomic a été conçu et créé par Peter Suber. Il a été publié la première fois dans l'article de Douglas Hofstadter Metamagical Themas (in Scientific American, 1982), puis dans le livre de Hofstadter, traduit en français sous le titre : Ma thémagie. Peter Suber a modifié les règles et les a publiées dans son propre livre, The Paradox of Self Amendment en 1990.
« Nomic est un jeu dans lequel le changement des règles compte pour un coup. De ce point de vue, il diffère de presque tous les autres jeux. À Nomic, l'action de jeu de base consiste à proposer un changement de règle, à débattre de l'opportunité du changement proposé, à voter le changement, à décider de ce qu'on peut ou ne peut pas faire ensuite, et à le faire. Bien entendu, même cette définition de base du jeu peut être changée. » — Peter Suber, « How to Play Nomic »
« Je fais une distinction entre jeux 'à procédure' et jeux 'de droit positif'. Dans les jeux 'de droit positif', on joue pour gagner des points et la partie. Dans les  jeux 'à procédure', on cherche à lier et à intriquer les règles, que ce soit pour le plaisir de la logique ou pour obtenir une victoire par paradoxe de préférence à une victoire aux points. » — Peter Suber